# فروغ‌الدوله
تومان آغا، ملقب به فروغ‌الدوله، دختر ناصرالدین‌شاه قاجار و خازن‌الدوله از زنان آزادیخواه دوره قاجار و زمان جنبش مشروطه بود. او و همسرش ظهیرالدوله عضو انجمن اخوت بودند. فروغ‌الدوله که طرفدار مشروطیت بود مخالفتش را با برادرش مظفرالدین شاه و برادرزاده‌اش محمدعلی شاه علنی کرده بود. در جریان به توپ بسته شدن مجلس، محمدعلی شاه دستور تخریب و غارت خانه او را نیز صادر کرد.
تومان آغا خواهر تنی فخرالدوله بود. او در جوانی به خواست پدرش با علی خان قاجار ظهیرالدوله که وزیر تشریفات دربار بود ازدواج کرد. پس از ازدواج لقب «ملکه ایران» گرفت. آنها دارای سه پسر و چهار دختر از جمله ولیه صفا (فروغ‌الملک) شدند.

## سیاست
فروغ‌الدوله پس از ازدواج با ظهیرالدوله که آزادیخواه و شاعر بود، فعالیت‌هایش را در انجمن اخوت و دراویش صفی علیشاهی آغاز کرد و آشکارا با برادرش مظفرالدین شاه و برادرزاده‌اش محمدعلی شاه مخالفت کرده و همراه همسرش در این راه مبارزه می‌کرد.
نامه‌هایی از او باقی مانده‌است که خطاب به ظهیرالدوله، مظفرالدین شاه، محمدعلی شاه، و سیاست‌مداران دیگر وقت نوشته‌است. در این نامه‌ها قدرت اندیشه و دیدگاه‌های آزادی‌خواهانه و انتقادآمیز او مشخص است.
فروغ‌الدوله در ماجرای دستگیر شدن شوهرش و دیگر مشروطه خواهان به دست نیروهای محمدعلی شاه، نقش مهمی در آزادی آنان داشت. اما هنگامی که مجلس به توپ بسته شد، محمدعلی شاه دستور تخریب و غارت خانه او را نیز صادر کرد.

### انجمن اخوت
فروغ‌الدوله عضو انجمن اخوت بود (دراویش صفی علیشاهی) و بدون حجاب به جلسه‌های انجمن می‌رفت و سخنرانی می‌کرد. از فروغ‌الدوله و دو دخترش، فروغ‌الملوک و ملک‌الملوک عکس‌هایی در لباس درویشی با کشکول و منتشا باقی مانده‌است. فروغ‌الدوله شعرهای مدح‌آمیزی نیز می‌گفت.

## شعر
فروغ‌الدوله با تخلص «صفا» شعر می‌گفت که تخلص شوهرش نیز بود. ابیات زیر نمونه‌ای از اشعار اوست:
دربارهٔ وضعیت اجتماعی ایران:
| می‌شه ما خفتگان بیدار گردیم |  | بگو هرگز نمی‌شه یار یار |

دربارهٔ جشنی به مناسبت سالروز تولد صفا علیشاه (ظهیرالدوله) که مصادف با سالروز تولد صفی علیشاه هم بود:
| مولود صفی میلاد صفا      |  | زین هر دو ظهور عیش فقرا |
| نازم به چنین جشنی که صفا |  | بنموده به پا            |